# Pistolet Webley M1909
Webley M1909 – brytyjski pistolet samopowtarzalny. Jeden z kilku modeli pistoletów Webleya produkowanych na początku XX wieku na rynek cywilny.

## Historia
W 1908 roku w zakładach Webley&Scott rozpoczęto prace nad pistoletami przeznaczonymi na rynek cywilny. Jednym z opracowanych wzorów był pistolet M1909 kalibru 9 mm Browning Long. Pistolet M1909 był produkowany w dwóch wersjach różniących się rodzajem bezpiecznika. Pierwsze serie były wyposażone w bezpiecznik nastawny umieszczony z lewej strony zamka, późniejsze pistolety miały samoczynny bezpiecznik chwytowy.
Pistolet M1909 był produkowany od 1909 roku do lat 30. W latach 20. stał się przepisową bronią południowoafrykańskiej policji.

## Opis
Webley M1909 był bronią samopowtarzalną. Zasada działania oparta na odrzucie zamka swobodnego. Płaska sprężyna powrotna umieszczona pod prawą okładką chwytu. Mechanizm uderzeniowy kurkowy, bez samonapinania.
M1909 był zasilany ze wymiennego, jednorzędowego magazynka pudełkowego o pojemności 7 naboi.
Lufa gwintowana, posiadała siedem bruzd prawoskrętnych.
Przyrządy celownicze mechaniczne, stałe (muszka i szczerbinka).